# 河原デザイン・アート専門学校
河原デザイン・アート専門学校（かわはらデザイン・アートせんもんがっこう）は、愛媛県松山市にある学校法人河原学園が運営しているデザイン、漫画、eスポーツ、インテリア、建築の専門学校。

## 所在地
- 愛媛県松山市二番町1-12-2

## 設置学科
2025年4月現在
- eスポーツ学科（2年制） ※ 2025年度新設
- ネット動画クリエイター科（2年制） ※ 2024年度新設
- 3DCGゲーム・アニメ科（2年制） ※ 2024年度にデジタルデザイン科より名称変更
- グラフィックデザイン科（2年制）
- 漫画クリエイター科（2年制）
- インテリア・建築デザイン科（2年制）
- 3DCGゲーム・アニメ研究科（1年制）
- インテリア・建築専攻科（1年制）
- インテリア・建築研究科（2年制）

以前設置されていた学科
- 建築CAD設計科
- ファッション・デザイン科

## 沿革
- 2001年（平成13年） - 国際デザイン・アート専門学校 開校。
- 2003年（平成15年） - 愛媛電子ビジネス専門学校より建築CAD設計科を移設。
- 2011年（平成23年） - 河原デザイン・アート専門学校に改称。
- 2014年（平成26年）3月 - 文部科学大臣より『職業実践専門課程』に認定される。

## 主な資格取得
- 二級建築士受験資格
- 2級建築施工管理技士
- 建築CAD検定
- 色彩士検定
- 販売士検定
- CGクリエイター検定
- 漫画家アシスタント検定

## 関連施設
- KAWAHARA e-Sports Stadium

## 周辺
- ネストホテル松山
- 松山三越

## アクセス
- 鉄道
  - 伊予鉄道市内電車「かつやまちょう」電停より徒歩３分。
- バス
  - 大街道 三越前より徒歩7分。